# Jason Taylor (rugby à XIII)
Pour les articles homonymes, voir Jason Taylor.

a Compétitions nationales et continentales officielles uniquement.

b Matchs officiels uniquement.
Jason Taylor, né le 2 février 1971 à Sydney, est un joueur de rugby à XIII australien évoluant au poste de demi de mêlée ou de demi d'ouverture dans les années 1990 et 2000. Il est l'un des meilleurs joueurs de rugby à XIII dans les années 1990 détenant notamment le record de points inscrits dans le Championnat australien avant d'être dépassé par Andrew Johns, il y dispute qu'une finale de National Rugby League, perdue en 2011 avec les Eels de Parramatta. Il remporte au cours de sa carrière le State of Origin en 1993 et à deux reprises le City vs Country Origin. Il ne connaît cependant aucune sélection en équipe d'Australie.
Il se reconvertit en entraîneur en prenant la tête des Eels de Parramatta, des Rabbitohs de South Sydney puis des Wests Tigers.

## Palmarès
- Collectif :
  - Vainqueur du State of Origin : 1993 (Nouvelle-Galles du Sud)
  - Vainqueur du City vs Country Origin : 1993 et 1995 (City)
  - Finaliste de la National Rugby League : 2001 (Parramatta).

- Individuel :
  - Élu meilleur joueur de l'Australian Rugby League : 1996 (North Sydney).
  - Élu meilleur capitaine de la National Rugby League : 1998 (North Sydney).
  - Meilleur marqueurs de points de l'Australian Rugby League : 1996 et 1997 (North Sydney).

## Détails

### En sélection représentatives
| Année | Compétition            | Rang      | Résultats Sélection | Résultats J. Taylor | Matchs J. Taylor |
| ----- | ---------------------- | --------- | ------------------- | ------------------- | ---------------- |
| 1993  | City vs Country Origin | Vainqueur | 1 v, 0 n, 0 d       | 1 v, 0 n, 0 d       | 1/1              |
| 1993  | State of Origin        | Vainqueur | 2 v, 0 n, 1 d       | 2 v, 0 n, 1 d       | 3/3              |
| 1994  | City vs Country Origin | Perdant   | 0 v, 0 n, 1 d       | 0 v, 0 n, 1 d       | 1/1              |
| 1995  | City vs Country Origin | Vainqueur | 1 v, 0 n, 0 d       | 1 v, 0 n, 0 d       | 1/1              |

### En club
| Saison | Club                    | Compétition                  | Matchs | Points | Essais | Buts | Drop |
| ------ | ----------------------- | ---------------------------- | ------ | ------ | ------ | ---- | ---- |
| 1990   | Western Suburbs Magpies | New South Wales Rugby League | 20     | 81     | 1      | 38   | 1    |
| 1991   | Western Suburbs Magpies | New South Wales Rugby League | 24     | 170    | 1      | 80   | 6    |
| 1992   | Western Suburbs Magpies | New South Wales Rugby League | 21     | 108    | 1      | 51   | 2    |
| 1993   | Western Suburbs Magpies | New South Wales Rugby League | 21     | 127    | 3      | 56   | 3    |
| 1994   | North Sydney Bears      | New South Wales Rugby League | 25     | 217    | 6      | 93   | 7    |
| 1995   | North Sydney Bears      | Australian Rugby League      | 23     | 182    | 3      | 8    | 2    |
| 1996   | North Sydney Bears      | Australian Rugby League      | 24     | 238    | 5      | 108  | 2    |
| 1997   | North Sydney Bears      | Australian Rugby League      | 25     | 242    | 10     | 98   | 6    |
| 1998   | North Sydney Bears      | National Rugby League        | 26     | 237    | 5      | 108  | 1    |
| 1999   | North Sydney Bears      | National Rugby League        | 24     | 158    | 3      | 72   | 2    |
| 2000   | Northern Eagles         | National Rugby League        | 17     | 82     | 1      | 38   | 2    |
| 2001   | Parramatta Eels         | National Rugby League        | 26     | 265    | 8      | 116  | 1    |
| Total  | Total                   | Total                        | 276    | 2107   | 47     | 942  | 35   |